# Richard Spruce
Richard Spruce fue un médico y naturalista inglés, (* 10 de septiembre de 1817, Ganthorpe (Yorkshire) - 28 de diciembre de 1893, Castle Howard (Yorkshire).

## Biografía
En 1864 obtiene su doctorado en Berlín. Deviene miembro asociado de la Sociedad linneana de Londres en 1893.
Fue docente preceptor en Haxby y en Collegiate School de York de 1839 a 1844.
Realiza viajes de herborización a los Pirineos en 1845 y 1846; y a Sudamérica de 1849 a 1864, volviendo con una colección muy rica de plantas y de numerosos objetos utilizados por las naciones originarias.
Lo retratan en Coneysthorpe en 1876.
Publica diversos artículos en las revisiones de historia natural del Journal of Linnean Society o en el Annals and Magazine of natural history.

## Honores
George Bentham (1800-1884) le dedica en 1853 el género botánico Sprucea de la familia de las Rubiaceae.
Jean Baptiste Louis Pierre (1833-1905) en 1890 el género botánico Sprucella de la familia de las Sapotaceae. Y hay más de 200 especies nombradas en su honor.
- La abreviatura «Spruce» se emplea para indicar a Richard Spruce como autoridad en la descripción y clasificación científica de los vegetales.[3]

## Publicaciones
- Phytologist, einer monatlichen Zeitschrift für britische Botanik; London Journal of Botany;  Transactions of the Botanical Society of Edinburgh
- Hepaticae of the Amazon and the Andes of Peru and Ecuador / Moose des Amazonas und der Anden von Peru und Ecuador (1885)
- Notes of a Botanist on the Amazon and Andes  / Aufzeichnungen eines Botanikers im Amazonasgebiet und den Anden, von Richard Spruce, herausgegeben von Alfred Russel Wallace (1908) ISBN 1-904690-23-8 ?